# Kusz (postać biblijna)
Kusz (hebr. כוש - Kûš) – postać biblijna, wnuk Noego, najstarszy syn Chama i ojciec Nimroda, założyciela kilku miast w Mezopotamii, w tym Babilonu i Niniwy. Występuje w Księdze Rodzaju (10:6-9) oraz 1 Księdze Kronik (1: 1,8). 
Według tradycji jest uważany za przodka ciemnoskórych ludzi Kusz zamieszkujących kraj Kusz, który okrąża rzeka  Gichon (Rdz 2: 10,13), określonego w starożytności jako Arabia Felix i Etiopia.
Gdy Izraelici obozowali w Refidim (Wj 18:1-6) przybycie Sefory, żony Mojżesza wywołało zazdrość u jego siostry, Miriam, która razem z Aaronem użyła kuszyckiego pochodzenia żony Mojżesza jako pretekstu do narzekania przeciwko niemu (Lb 12:1) (według innych interpretacji chodzi o inną żonę Mojżesza, gdyż Sefora była Madianitką).